# Tommaso Sodano
Tommaso Sodano (Pomigliano d'Arco, 6 dicembre 1957) è un politico italiano, vicesindaco di Napoli dal 13 giugno 2011 al 22 giugno 2015, sindaco di Napoli dal 1 ottobre al 30 ottobre 2014 a seguito sospensione di Luigi de Magistris, e assessore alle attività produttive della Provincia di Napoli dal 1995 al 2001. È stato senatore della Repubblica dal 2001 al 2008.

## Biografia
Laureato in scienze agrarie, sposato, ha tre figlie. Protagonista delle lotte del Movimento Studentesco negli anni settanta e del Movimento anticamorra aderisce dall'inizio al Partito della Rifondazione Comunista, partecipando alla sua costituzione e al suo radicamento sul territorio. Dal 1995 al 2001 a Napoli è assessore provinciale alle Attività Produttive, con deleghe sul Lavoro, Formazione e Cooperazione Internazionale. Dal 1998 al 2001 è Membro del Comitato delle Regioni, organismo comunitario ed è stato relatore sui temi della lotta all'emarginazione sociale e della sicurezza alimentare.
Alle elezioni politiche del 2001 è stato eletto Senatore della Repubblica con la quota proporzionale, avendo raccolto 12.263 voti, pari al 9,8%, nel collegio uninominale di Pomigliano d'Arco-Acerra. Si è occupato in modo particolare delle questioni ambientali divenendo riferimento per molte vertenze territoriali da Scanzano ad Acerra. Alle elezioni politiche del 2006 è stato confermato Senatore nella circoscrizione Campania ed eletto Presidente della 13ª Commissione permanente Territorio, ambiente, beni ambientali, diventa inoltre vice-capogruppo del PRC al Senato. Si è impegnato in particolare sul fronte della abolizione dei cosiddetti CIP6, contro la privatizzazione del servizio di erogazione idrica e per la tutela delle aree archeologiche dall'abusivismo e dall'abbandono.Protagonista delle battaglie ambientaliste contro le ecomafie, in prima linea contro la costruzione dell'inceneritore di Acerra e delle discariche in Campania.
Nel 2008 denuncia le connivenze fra camorra e politica nella gestione dei rifiuti in Campania. Egli denuncia in particolare il gruppo Marinelli che, nonostante sia interdetto dalla Prefettura per infiltrazioni camorristiche, riesce a vincere gli appalti tramite subappalti e prestanomi. In seguito, riceve minacce di morte e proiettili, intimidazioni e numerosi attacchi di matrice fascista, uno di questi proprio nell'Anniversario della liberazione del 25 aprile 2008 per cui la Prefettura di Napoli decide di metterlo sotto scorta.
Candidato capolista al Senato in Campania per La Sinistra l'Arcobaleno alle elezioni politiche del 2008, non viene rieletto a causa del cattivo risultato elettorale della lista. Nel settembre 2009 il Comitato Politico Nazionale del PRC lo nomina Responsabile nazionale Dipartimento Ambiente del Partito. Candidato presidente alla Provincia di Napoli nelle elezioni del 2009 (a suo sostegno aveva la lista unica Rifondazione Comunista-PdCI e "Diritti @ Sinistra"), ottiene il 3,2% dei consensi e diviene quindi consigliere provinciale.
È autore - insieme a Nello Trocchia - del libro La Peste (Rizzoli, 2010), un saggio sull'emergenza rifiuti in Campania. Il 13 giugno 2011 il neoeletto Sindaco di Napoli Luigi De Magistris lo nomina Vicesindaco di Napoli ed Assessore all'Ambiente; Rifiuti; Sviluppo Sostenibile; Igiene e Sanità; Parchi e Giardini; Mare; Tutela degli animali. Tra i suoi primi provvedimenti sul tema del rifiuti si evidenziano: l'istituzione di isole ecologiche mobili per il conferimento dei rifiuti, il programma per il potenziamento della raccolta differenziata porta a porta, il divieto per gli esercizi pubblici di utilizzare stoviglie in plastica. Nell'ottobre 2011 propone e fa approvare l'adesione della città di Napoli alla Strategia Rifiuti Zero.
Il 2 ottobre 2014, dopo che il sindaco De Magistris viene sospeso dalla carica di primo cittadino a seguito della sua condanna a 15 mesi per abuso d'ufficio, Sodano lo sostituisce al vertice della giunta comunale per ciò che concerne gli affari di ordinaria amministrazione, carica che ricopre fino al 30 ottobre 2014 quando De Magistris viene reintegrato nella carica dal TAR Campania. Dopo aver rassegnato le dimissioni da vice sindaco, il 22 giugno 2015 è sostituito da Raffaele Del Giudice.